# لیتسی تبوگو
لیتسی تبوگو (انگلیسی: Letsile Tebogo؛ زادهٔ ۷ ژوئن ۲۰۰۳) دونده سرعت اهل بوتسوانا است.
وی در مسابقات کشوری و بین‌المللی در مجموع برندهٔ ۱ مدال طلا، ۱ مدال نقره شده است.